# Marilla (Nowy Jork)
Marilla – miasto w Stanach Zjednoczonych, w stanie Nowy Jork, w hrabstwie Erie.